# روجر مورتيمر (إيرل مارس الرابع)
روجر مورتيمر، إيرل مارس الرابع وإيرل ألستر الخامس (بالإنجليزية: Roger de Mortimer, 4th Earl of March and 6th Earl of Ulste )‏ كان وصي العرش الذي كان من المفترض أن يخلف ريتشارد الثاني ولكنه توفي قبل أن يرث العرش من جده.